# Eleocharis tucumanensis
Eleocharis tucumanensis är en halvgräsart som beskrevs av Manuel Barros. Eleocharis tucumanensis ingår i släktet småsäv, och familjen halvgräs. Inga underarter finns listade i Catalogue of Life.